# ديفيد روزا
ديفيد روزا (بالبرتغالية: David Rosa‏) هو دراج برتغالي، ولد في 12 نوفمبر 1986.

## وصلات خارجية
- ديفيد روزا على موقع أرشيف الدراجات (الإنجليزية)
- ديفيد روزا على موقع MTB Data (الإنجليزية)
- ديفيد روزا على موقع أوليمبيديا (الإنجليزية)